# Zeche Neue Sackberg
Die Zeche Neue Sackberg ist ein ehemaliges Steinkohlenbergwerk in Essen-Burgaltendorf. Das Bergwerk war auch unter dem Namen Zeche Neuer Sacksieper Berg bekannt. Die Stollen und Schächte des Bergwerks befanden sich gemäß der Niemeyerschen Karte östlich der Dumberger Straße in Höhe Haverkamp.

## Bergwerksgeschichte
Am 3. Juli des Jahres 1754 wurde ein Grubenfeld verliehen. Noch im selben Jahr war das Bergwerk in Betrieb. In diesem Jahr waren fünf Bergleute auf dem Bergwerk beschäftigt. Im Zeitraum von 1784 bis zum Jahr 1796 wurde auf dem Bergwerk Steinkohle abgebaut. Im Jahr 1794 wurde das Bergwerk in die Niemeyersche Karte eingetragen. Im Jahr 1796 wurde im Bereich des Schachtes 2 abgebaut. Am 27. Februar des Jahres 1802 wurde ein Längenfeld verliehen. Im Jahr 1808 konsolidierte die Zeche Neue Sackberg mit der Zeche Schrutenberend zur Zeche Vereinigte Neue Sackberg & Schrutenberend.